# 亚历山大·阿纳托利耶维奇·马克西莫夫
亚历山大·阿纳托利耶维奇·马克西莫夫（羅馬化：Aleksandr Anatol'yevich Maksimov；1974年10月12日—）是俄罗斯政治人物、弗拉基米尔州副州长。

## 生平
1997年，马克西莫夫毕业于弗拉基米尔国立大学。毕业后，他创建并领导了VladimirTour，这是弗拉基米尔最早的旅游公司之一。2014年至2015年，他担任弗拉基米尔市人民代表委员会代表。2015年至2019年，他担任列宁区区长。2019年，他被任命为弗拉基米尔市第一副市长。2022年9月20日，他被任命为弗拉基米尔市代理市长。
2022年11月1日，他被任命为弗拉基米尔州副州长。